# 伴具格
伴具格将工具格和共格结合起来，功能与介词“用”相似。用以表达动作的方式(例如“用小刀”“乘电车”)和在有其陪同下才能发生动作的人(例如“与他的家人”)，还能用于时态从句或情态动词等。
伴具格在匈牙利语中有应用。